# Pedicularis daucifolia
Pedicularis daucifolia är en snyltrotsväxtart som beskrevs av Bonati. Pedicularis daucifolia ingår i släktet spiror, och familjen snyltrotsväxter. Inga underarter finns listade i Catalogue of Life.